# Thirty Three & 1/3
Thirty Three & ⅓ je sedmé sólové studiové album anglického hudebníka George Harrisona. Vydáno bylo v listopadu roku 1976 jako jeho vůbec první, které vyšlo pod hlavičkou jeho vlastní společnosti Dark Horse Records. V britské hitparádě (UK Albums Chart) se deska umístila na 35. příčce. Lépe se jí vedlo v USA, kde dosáhla jedenácté příčky hitparády Billboard 200.

## Seznam skladeb
Autorem všech skladeb je George Harrison, pokud není uvedeno jinak.
1. Woman Don't You Cry for Me – 3:18
2. Dear One – 5:08
3. Beautiful Girl – 3:39
4. This Song – 4:13
5. See Yourself – 2:51
6. It's What You Value – 5:07
7. True Love (Cole Porter) – 2:45
8. Pure Smokey – 3:56
9. Crackerbox Palace – 3:57
10. Learning How to Love You – 4:13

## Obsazení
- George Harrison – zpěv, kytara, syntezátory, perkuse, doprovodné vokály
- Tom Scott – saxofon, flétna, lyrikon
- Richard Tee – klavír, varhany, elektrické piano
- Willie Weeks – baskytara
- Alvin Taylor – bicí
- Billy Preston – klavír, varhany, syntezátor
- David Foster – elektrické piano, clavinet
- Gary Wright – klávesy
- Emil Richards – marimba